# Himalistra
Himalistra là một chi bướm đêm thuộc họ Noctuidae.

## Các loài
- Himalistra arcessita Hacker & Ronkay, 1992
- Himalistra aristata Hreblay, Plante & Ronkay, 1995
- Himalistra caesia Hreblay, Plante & Ronkay, 1994
- Himalistra eriophora (Püngeler, 1901)
- Himalistra extera Hacker & Ronkay, 1992
- Himalistra fusca Hacker & Ronkay, 1992
- Himalistra hackeri Hreblay, Plante & Ronkay, 1995
- Himalistra nekrasovi Hacker & Ronkay, 1992
- Himalistra nivea Hreblay, Plante & Ronkay, 1994
- Himalistra obscura Hreblay, Plante & Ronkay, 1995
- Himalistra rubida Hreblay, Plante & Ronkay, 1995
- Himalistra tahiricola Ronkay & Hreblay, 1994
- Himalistra variabilis Hreblay, Plante & Ronkay, 1995